# Atelodesmis
Atelodesmis is een kevergeslacht uit de familie van de boktorren (Cerambycidae). De wetenschappelijke naam van het geslacht werd voor het eerst geldig gepubliceerd in 1857 door Jean Baptiste Lucien Buquet.

## Soorten
Atelodesmis omvat de volgende soorten:
- Atelodesmis hirticornis Buquet, 1857
- Atelodesmis piperita Bates, 1885
- Atelodesmis unicolor Buquet, 1857
- Atelodesmis vestita Buquet, 1857